# Fauja Singh

Fauja Singh  (en punyabí: ਫੌਜਾ ਸਿੰਘ; Beas Pind, Punyab; 1 de abril de 1911-Beas Pind; 14 de julio de 2025) fue un sij indio-británico y corredor de maratón de ascendencia punjabi. Batió varios récords mundiales en múltiples categorías de edad, pero ninguno de sus tiempos fue ratificado como récord. Su mejor marca personal en la Maratón de Londres (2003) fue de 6 horas y 2 minutos, y su mejor marca en maratón, reclamada para la categoría de más de 90 años, fue de 5 horas y 40 minutos a la supuesta edad de 92 años, en la 2003 Toronto Waterfront Marathon.

## Biografía

### Primeros años
Fauja Singh afirmaba haber nacido en Beas Pind, Jalandhar, Punyab, India británica, el 1 de abril de 1911, el menor de cuatro hermanos. Singh no empezó a caminar hasta los cinco años. Sus piernas eran delgadas y débiles, y apenas podía caminar largas distancias. Debido a esto, a menudo se burlaban de él y le pusieron el apodo de "danda" (en punyabí: ਡੰਡਾ que significa "palo") durante los siguientes diez años. De joven, Singh era un ávido corredor aficionado, pero lo dejó en el momento de la partición de la India.

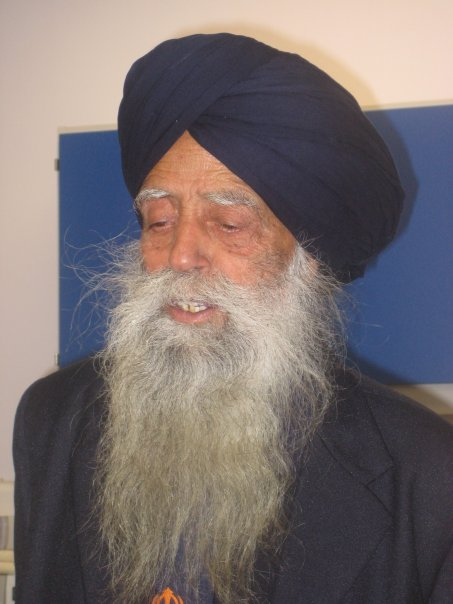
Singh en 2007

[cita requerida]

### Regreso a correr como pasión
Fue solo después de presenciar la muerte de su quinto hijo, Kuldip, en un accidente de construcción en agosto de 1994, que Singh volvió a su pasión por correr, en 1995. La muerte de su esposa en 1992 y la de su hija mayor, que falleció por complicaciones tras dar a luz a su tercera nieta, le dieron la determinación para este nuevo enfoque en la vida. Emigró a Inglaterra en la década de 1990 y vive con uno de sus hijos en Ilford.
A los 89 años, se tomó en serio el running y terminó participando en maratones internacionales. Cuando se presentó por primera vez para entrenar en Redbridge, Essex, vestía un traje de tres piezas. El entrenador tuvo que reestructurar todo, incluida su vestimenta. Singh corrió su primera carrera, la maratón de Londres, en 2000. Según su entrenador, solía correr fácilmente hasta 20 kilómetros y quería correr una maratón, pensando que eran solo 26 kilómetros y no 26 millas (41,8 km). Fue después de darse cuenta de esto cuando comenzó a entrenar en serio.
A los 93 años, Singh completó una maratón en 6 horas y 54 minutos, 58 minutos más rápido que el mejor tiempo mundial para la franja de edad de más de 90 años. Ese mismo año, en 2004, apareció en una campaña publicitaria de la marca de ropa deportiva Adidas junto a David Beckham y Muhammad Ali.
Singh batió los récords británicos de 200 m, 400 m, 800 m, milla y 3000 m para su grupo de edad, según él mismo afirma, todo ello en un solo periodo de 94 minutos, pero actualmente no figuran como récords.
A la edad de 100 años, Singh intentó y logró ocho récords mundiales de su grupo de edad en un solo día, en la competición especial Ontario Masters Association Fauja Singh Invitational Meet, celebrada en el Birchmount Stadium de Toronto, Ontario, Canadá. Cronometrado por oficiales en Canadá, corrió los 100 metros en 23,14, los 200 metros en 52,23, los 400 metros en 2:13,48, los 800 metros en 5:32,18, los 1500 metros en 11:27,81, la milla en 11:53,45, los 3000 metros en 24:52,47 y los 5000 metros en 49:57,39, estableciendo cinco récords mundiales para su grupo de edad en un solo día. Algunas pruebas no tenían ningún récord anterior, ya que nadie mayor de 100 años había intentado nunca correr esa distancia. Algunas de sus marcas son también significativamente superiores al récord mundial registrado en el grupo de edad M95. Tres días después, el 16 de octubre de 2011, Singh se convirtió en el primer centenario en terminar una maratón, completando la Toronto Waterfront Marathon en 8:11:06. Como tardó más de 14 minutos en cruzar la línea de salida después del pistoletazo de salida, el tiempo oficial presentado, y rechazado, para el récord de su grupo de edad fue de 8:25:17.
Su biografía, titulada Turbaned Tornado, fue presentada oficialmente en la sala Attlee de la Cámara de los Lores británica el 7 de julio de 2011 por Anthony, lord Young de Norwood Green, y el juez jubilado del British Crown Court Sir Mota Singh. El libro fue escrito por el columnista y escritor afincado en Chandigarh Khushwant Singh.
En octubre de 2011, Singh, vegetariano, se convirtió en el hombre de más edad en aparecer en una campaña de PETA.
En 2012, Fauja Singh participó como invitado especial en la segunda edición de la Chardikala Run en Malasia. La carrera tuvo como tema '101 y corriendo' en señal de respeto hacia Singh. Se le entregó el premio BrandLaureate Award en el escenario durante la ceremonia de clausura.[cita requerida] Ese año, también fue portador de la antorcha en los Juegos Olímpicos de Verano de 2012.
Después de participar en la maratón de Hong Kong el 24 de febrero de 2013, Singh declaró que se retiraría del atletismo competitivo. Completó los 10 kilómetros de la maratón de Hong Kong en 1 hora, 32 minutos y 28 segundos, Tras su retirada, Singh siguió disfrutando animando a los maratonistas en las competiciones. 

### Vida personal
Singh medía 1,72 metros (5' 7,70") y pesaba 52 kg (114,6 lb). Atribuía su buena forma física y longevidad a no fumar ni beber alcohol y a seguir una dieta vegetariana sencilla. Se le citó diciendo: "Soy muy cuidadoso con los diferentes alimentos. Mi dieta es sencilla: phulka, dal, verduras, yogur y leche. No toco las parathas, las pakoras, el arroz ni ningún otro alimento frito. Bebo mucha agua y té con jengibre. ... Me acuesto temprano invocando el nombre de mi Rabba (Dios), ya que no quiero que todos esos pensamientos negativos crucen mi mente."
Hablando sobre la maratón, dijo: "Las primeras 20 millas no son difíciles. En cuanto a las últimas seis millas, corro mientras hablo con Dios."

#### Muerte
Singh falleció el 14 de julio de 2025, tras ser atropellado por un todoterreno mientras cruzaba una carretera en su pueblo natal de Beas Pind, en el Punyab. El conductor fue detenido posteriormente por no detenerse y ayudar a Singh ni llevarlo al hospital. La policía está tratando el caso como un delito de atropello con fuga.

## Sikhs in the City
Singh era el mayor de un grupo de sijes que se hacen llamar "Sikhs in the City". Había otros tres sijs, de 79, 79 y 80 años, en el equipo "Golden Oldies" que corrió la maratón de Edimburgo en 2009. El grupo de corredores SITC es ahora un equipo bien establecido con sede en el este de Londres, que corre maratones en todo el mundo con grupos interreligiosos y recauda fondos para las organizaciones benéficas de Fauja Singh.

## Controversias

### Elecciones de Punyab de 2012
Singh asistió a un mitin electoral en la aldea de Kukranwala, en la circunscripción de Raja Sansi (cerca de Amritsar), en apoyo al candidato del People's Party of Punjab, donde, según se informó, expresó su respaldo al partido. Sin embargo, el partido fue criticado por los sijs de la ciudad por "utilizar indebidamente a Fauja Singh con fines políticos" y por "abusar de la vulnerabilidad de un anciano para sus propios fines".

### Verificación de edad
Guinness World Records se negó a incluir a Singh en su libro de récords porque no pudo presentar su certificado de nacimiento para demostrar su edad. En aquella época, en las aldeas de la India no se solían expedir certificados de nacimiento, y Singh intentó demostrar su edad con su pasaporte británico, en el que figuraba como fecha de nacimiento el 1 de abril de 1911.

## Premios
El 13 de noviembre de 2003, Singh recibió la Ellis Island Medal of Honor otorgada por la National Ethnic Coalition, un grupo estadounidense que promueve el orgullo étnico y la tolerancia. William Fugazy, presidente de la coalición, afirmó que Singh es un símbolo de tolerancia racial y que su carrera contribuye a salvar la brecha creada por los atentados terroristas del 11 de septiembre. "Es una gran fuente de inspiración", afirmó Fugazy, y añadió que Singh fue el primer extranjero en recibir este honor.
En 2011, una organización con sede en el Reino Unido le otorgó el título de "Orgullo de la India" por sus logros.
En julio de 2012, Singh llevó la antorcha olímpica.
Singh fue galardonado con la British Empire Medal (BEM) en los 2015 New Year Honours por sus servicios al deporte y la caridad.

## Logros
- Marathons run: Londres (6), Toronto (2), Nueva York (1)[39]
- London Marathon 2000: 6:54[39]
- London Marathon 2001: 6:54[39]
- London Marathon 2002: 6:45[39]
- Great North Run (Half Marathon) 2002: 2:39[cita requerida]
- London Marathon 2003: 6:02[39]
- Toronto Waterfront Marathon 2003: 5:40[39]
- New York City Marathon 2003: 7:35[39]
- London Marathon 2004: 6:07[39]
- Glasgow City Half Marathon 2004: 2:33[39]
- Capital Radio Help a London Child 10,000 m 2004: 1:08[cita requerida]
- Toronto Waterfront Half Marathon 2004: 2:29:59[39]
- Toronto Waterfront Marathon 2011: 8:11:0[39]
- London Marathon 2012 : 7:49:21[39]
- Hong Kong Marathon (10 km) 2012: 1:34 (recaudó $25,800 para obras benéficas)[40]
- UK Parkrun 2012 – Récord por edad: 179,04 % con un tiempo de 38:34[41]
- Hong Kong Marathon (10 km) 2013: 1:32:28[42]